# Stenochilidae
Stenochilidae är en familj av spindlar. Stenochilidae ingår i ordningen spindlar, klassen spindeldjur, fylumet leddjur och riket djur. Enligt Catalogue of Life omfattar familjen Stenochilidae 12 arter. 
Kladogram enligt Catalogue of Life:
| Stenochilidae | \| \| Colopea \| \| \| \| \| \| Stenochilus \| \| \| \| |
|               | \| \| Colopea \| \| \| \| \| \| Stenochilus \| \| \| \| |
|               | Colopea                                                 |
|               |                                                         |
|               | Stenochilus                                             |
|               |                                                         |